# 赵明剑
赵明剑（1987年11月22日—），出生于大连，足球运动员。现效力东莞莞联，司职后卫。赵明剑早年在大连实德和大连铁路毅腾接受青训，2004年报名参加中超联赛，2005年首次在中超联赛亮相。他曾入选08奥运之星队、中国国青队，参加了2006年亚青赛预选赛。赵明剑自2008年起担任大连实德主力后卫直至球队解散。2013年，他加盟山东鲁能泰山。由于出场机会寥寥，他中期租借加盟长春亚泰，帮助球队成功保级。2014年和2015年，赵明剑都曾担任过山东鲁能的主力后卫，但是后来都被主教练弃用。2014年12月，赵明剑与女演员李瑞雪结婚。2015年6月，李瑞雪为赵明剑产下一子。2016年，赵明剑首次入选中国国家足球队，并在与马尔代夫的比赛中首次亮相。4月底，由于球队输球后仍在网上直播，赵明剑遭到球迷声讨。5月初，赵明剑被曝输球后与年轻女子吃火锅、开房，再次走上风口浪尖。2017年2月23日，赵明剑转会至河北华夏幸福足球俱乐部。

## 生平

### 早年
赵明剑生于大连，七岁时母亲过世，父亲赵廷秀将他带大。赵廷秀热爱足球，虽然没有成为职业球员，但他曾经代表大连机车厂队踢过业余比赛。五岁半时，赵明剑就加入了东北路小学柳忠云教练的队伍，和王圣、张耀坤等比他大几岁的孩子冬训。七岁，赵廷秀把他送进了足球传统深厚的东北路小学，希望他走上足球道路。后来，赵明剑进入大连铁路毅腾，同队的有权磊、赵旭日、朱挺等比他年龄大的球员。赵明剑随后进入大连实德四队，由于年龄太小，打不上比赛，转会回到毅腾。两年后，毅腾将梯队卖给了辽宁足球俱乐部，赵明剑选择回归实德。

### 大连实德
2004年，赵明剑加盟实德。赛季中期，大连实德将他补报进中超联赛参赛名单。年底，中国足协宣布了08奥运之星队赴德留学名单，赵明剑入选。2005年08之星集训归来之后，赵明剑参加了十运会的比赛，赛后就留在了实德一队。这年大连实德问鼎中超联赛和足协杯，成为双冠王。赵明剑也在这一年首次代表实德队出场，中超杯客场与青岛中能的比赛中他得到了首发的机会，但他被裁判红牌罚下。这个赛季，年仅18岁的赵明剑联赛出场5次。同年，赵明剑入选了贾秀全挂帅的中国国青队，随队参加了亚青赛预选赛，帮助球队晋级正赛。2006年，他参加了国青队的训练，打了一些热身赛，但最后没有入选亚青赛正赛的大名单。
2005年至2007年间，赵明剑主要作为大连实德的替补。2008年，主教练徐弘将赵明剑作为重点培养对象之一，他得到了稳定的出场机会。2009年，赵明剑已坐稳实德主力后卫位置。2009年6月底，赵明剑和李凯因为违反实德队规，被俱乐部处以停薪、停训、停赛的三停处罚。7月20日，赵明剑归队训练，大连实德决定给他“留队察看半年”的处分。
2011年，赵明剑在中超联赛揭幕战中受伤，脚趾骨骨折，七月份才得以复出。年底，赵明剑成为实德队中唯一入选中超全明星队的球员。2012年，实德集团出现问题，老板徐明被带走，大连实德俱乐部陷入困境，最终解散。联赛最后一轮主场与贵州人和的比赛之后，球员绕场感谢球迷，赵明剑痛哭不已。

### 山东鲁能
2013年初，赵明剑加盟山东鲁能。外界传闻转会费为1,500万元人民币，鲁能俱乐部否认了这一说法，称转会费没有那么高。另一种传闻是，赵明剑的转会费是1,300万元。加盟鲁能后，赵明剑主要参加预备队比赛，成了预备队的主力，直到5月14日联赛第9轮与青岛中能的比赛才得到上场机会。前半个赛季，赵明剑成了年轻球员王彤的替补，仅在联赛出场2次、足协杯出场1场。7月份，他被租借到战绩不佳的长春亚泰。加盟长春亚泰之后，赵明剑成为主力，帮助球队成功保级。
2014年，赵明剑回归山东鲁能。赛季初，主教练库卡将赵明剑用作首发右后卫，他首发出场打了4场亚冠联赛和11场中超联赛。4月23日亚冠联赛小组赛最后一轮出线生死战，山东鲁能主场迎战大阪樱花，上半场山东鲁能1比0领先。上半场第39分钟大阪樱花的一次进攻之后，戴琳指责赵明剑防守失位，赵明剑随后回击，双方发生口角，队友罗森文将二人拉开。下半场大阪樱花队连进两球反超了比分，山东鲁能小组赛被淘汰。事后，山东鲁能俱乐部对两人各罚款6万元人民币。库卡一度将赵明剑作为后腰使用。5月12日第十二轮中超联赛首发后，赵明剑淡出了主力阵容。10月22日足协杯与青岛海牛的比赛中，他重回首发，改踢中后卫，得到媒体的称赞。赛季后半段，赵明剑成为山东鲁能主力中后卫。11月22日，赵明剑和队友战胜江苏舜天，夺得足协杯冠军。赵明剑接受采访时说，足协杯决赛中为了胜利他曾与主教练发生争吵。赛季结束后，赵明剑在12月1日与女演员李瑞雪登记结婚。
2015赛季，赵明剑继续担当主力，主教练库卡把象征主力的2号球衣给了他。然而，中超第17轮客战江苏舜天半场被换下之后，主教练库卡甚至将赵明剑排除在18人大名单之外。外界并不清楚库卡为什么弃用赵明剑。客场与广州富力的比赛，他没有随一队参赛，而是打了预备队联赛。赛后，他在社交平台上自嘲为“问题青年”。这年6月15日凌晨，李瑞雪为赵明剑生下一子。
2016年2月2日，山东鲁能迎来新年首场正式比赛，亚冠资格赛第二轮球队主场4比0击败印度冠军莫亨巴干，比赛中赵明剑助攻杨旭破门。2月6日，中国足协公布了高洪波重掌中国男足之后首期集训名单，赵明剑入选，这是他首次入选中国国家足球队。3月1日，亚冠联赛小组赛第二轮主场对阵泰国球队武里南联，赵明剑打入世界波，帮助球队3比0获胜。有人质疑称赵明剑那一脚球本来是想传给塔尔德利，但是没有传好，反而形成了一脚打门。赵明剑在微博上回应称当时并没有想传球，那一脚球本来就是射门。3月24日，赵明剑首次代表中国男足出场，他首发打满全场，并且助攻俱乐部队友杨旭破门，帮助中国男足在世界杯预选赛中战胜马尔代夫。
2016年4月29日，山东鲁能在中超联赛中输给了广州富力。赵明剑由于有伤在身不能上场，并在赛后继续到某家网站进行直播，招致球迷批评。4月30日，赵明剑在微博上发声回应，类比C罗回击国际足联主席一事，“就是该支持我的怎么都会支持，不想支持的那些黑粉你们可以继续骂”。赵明剑的妻子李瑞雪随即也发微博支持赵明剑。5月8日，赵明剑伤愈复出，山东鲁能在先进两球的局势下被天津泰达逆转，主场2比3告负。赛后网友爆料，输球当晚赵明剑与一年轻女子吃火锅、开房，这使他再次身处风口浪尖。5月9日，李瑞雪发微博称，“球迷们有难关，我又何尝没有难关？呵呵～我能勇敢的从容面对吗？我能吗？”她随后又发了一条微博，称赵明剑“对我们感情的不在乎，对我态度的恶劣，对我家人的侮辱，已经让我认为他这个人变质了、死了”，但她很快删除了这条微博。

## 出场纪录
最后更新：2016年1月12日
| 赛季 | 球队         | 联赛 | 联赛 | 联赛 | 足协杯 | 足协杯 | 中超杯/超级杯 | 中超杯/超级杯 | 亚冠 | 亚冠 | 总计 | 总计 |
| 赛季 | 球队         | 联赛 | 出场 | 进球 | 出场   | 进球   | 出场          | 进球          | 出场 | 进球 | 出场 | 进球 |
| ---- | ------------ | ---- | ---- | ---- | ------ | ------ | ------------- | ------------- | ---- | ---- | ---- | ---- |
| 2004 | 大连实德     | 中超 | 0    | 0    | 0      | 0      | 0             | 0             | -    | -    | 0    | 0    |
| 2005 | 大连实德     | 中超 | 5    | 0    | 4      | 0      | 1             | 0             | -    | -    | 10   | 0    |
| 2006 | 大连实德     | 中超 | 15   | 0    | -      | -      | -             | -             | -    | -    | 15   | 0    |
| 2007 | 大连实德     | 中超 | 19   | 0    | -      | -      | -             | -             | -    | -    | 19   | 0    |
| 2008 | 大连实德     | 中超 | 28   | 1    | -      | -      | -             | -             | -    | -    | 28   | 1    |
| 2009 | 大连实德     | 中超 | 20   | 2    | -      | -      | -             | -             | -    | -    | 20   | 2    |
| 2010 | 大连实德     | 中超 | 28   | 0    | -      | -      | -             | -             | -    | -    | 28   | 0    |
| 2011 | 大连实德     | 中超 | 8    | 0    | 0      | 0      | -             | -             | -    | -    | 8    | 0    |
| 2012 | 大连实德     | 中超 | 27   | 0    | 1      | 0      | -             | -             | -    | -    | 28   | 0    |
| 2013 | 山东鲁能泰山 | 中超 | 2    | 0    | 2      | 0      | -             | -             | -    | -    | 4    | 0    |
| 2013 | 长春亚泰     | 中超 | 13   | 0    | 0      | 0      | -             | -             | -    | -    | 13   | 0    |
| 2014 | 山东鲁能泰山 | 中超 | 15   | 0    | 3      | 0      | -             | -             | 4    | 0    | 22   | 0    |
| 2015 | 山东鲁能泰山 | 中超 | 17   | 1    | 1      | 0      | 1             | 0             | 4    | 0    | 23   | 1    |
| 2016 | 山东鲁能泰山 | 中超 | 0    | 0    | 0      | 0      | 0             | 0             | 1    | 0    | 1    | 0    |
| 总计 | 总计         | 总计 | 197  | 4    | 11     | 0      | 2             | 0             | 9    | 0    | 219  | 4    |

## 荣誉

### 大连实德
- 中国足球协会超级联赛：2005
- 中国足协杯：2005

### 山东鲁能泰山
- 中国足协杯：2014
- 中国足球协会超级杯：2015